# Нікола Слейтер
Нікола Слейтер (англ. Nicola Slater; нар. 14 серпня 1984) — колишня британська тенісистка.
Найвищу одиночну позицію світового рейтингу — 650 місце досягла 24 жовтня 2011, парну — 167 місце — 16 вересня 2013 року.
Здобула 6 парних титулів туру ITF.

## Фінали ITF

### Парний розряд: 11 (6–5)
| Легенда          |
| ---------------- |
| Турніри $100,000 |
| Турніри $75,000  |
| Турніри $50,000  |
| Турніри $25,000  |
| Турніри $10,000  |

| Фінали за покриттям |
| ------------------- |
| Тверде (4–2)        |
| Ґрунт (1–2)         |
| Трава (1–1)         |
| Килим (0–0)         |

| Результат | Ранг | Дата             | Турнір                          | Покриття   | Партнерка              | Суперниці                                   | Рахунок            |
| --------- | ---- | ---------------- | ------------------------------- | ---------- | ---------------------- | ------------------------------------------- | ------------------ |
| Поразка   | 1.   | 8 листопада 2010 | Анталія, Туреччина              | Тверде     | Дарія Сальникова       | Нікола Франькова Марта Сироткіна            | 6–3, 5–7, [5–10]   |
| Перемога  | 1.   | 16 травня 2011   | Лендісвілл, США                 | Тверде     | Сюй Цзеюй              | Брук Рішбіт Сторм Сендерз                   | 7–5, 6–3           |
| Перемога  | 2.   | 23 травня 2011   | Самтер (Південна Кароліна), США | Тверде     | Бояна Бобушич          | Ебоні Паного Сторм Сендерз                  | 4–6, 7–5, [10–6]   |
| Поразка   | 2.   | 27 лютого 2012   | Анталія, Туреччина              | Ґрунт      | Саназ Маранд           | Клаудія Джовіне Анне Шефер                  | 3–6, 6–3, [7–10]   |
| Перемога  | 3.   | 21 травня 2012   | Самтер, США                     | Тверде     | Джан Абаза             | Елізабет Ферріс Майо Хібі                   | 7–6(7–1), 6–3      |
| Поразка   | 3.   | 16 липня 2012    | Вокінг, Велика Британія         | Тверде     | Івонне Кавальє Реймерс | Ніча Летпітаксінчай Пеангтарн Пліпич        | 2–6, 5–7           |
| Перемога  | 4.   | 22 квітня 2013   | Шарлотсвілл, США                | Ґрунт      | Коко Вандевей          | Ніколь Гіббс Шелбі Роджерс                  | 6–3, 7–6(7–4)      |
| Перемога  | 5.   | 3 червня 2013    | Ноттінгем, Велика Британія      | Трава      | Марія Санчес           | Габріела Дабровскі Шерон Фічмен             | 4–6, 6–3, [10–8]   |
| Поразка   | 4.   | 30 червня 2014   | Денен, Франція                  | Ґрунт      | Кароліна Влодарчак     | Паула Крістіна Гонсалвеш Флоренсія Молінеро | 6–7(3–7), 6–7(4–7) |
| Перемога  | 6.   | 20 жовтня 2014   | Сагне (місто), Канада           | Тверде (i) | Їсалін Бонавентюре     | Соня Молнар Кейтлін Горіскі                 | 6–4, 6–4           |
| Поразка   | 5.   | 8 червня 2015    | Сербітон, Велика Британія       | Трава      | Тара Мур               | Людмила Кіченок Ксенія Кнолль               | 6–7(6–8), 3–6      |